# Ryszard II (sztuka)

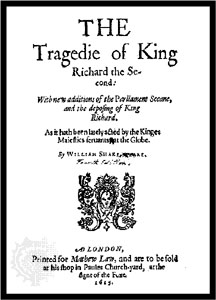
Strona tytułowa wydania z 1615 roku.

Ryszard II (ang. The Tragedy of King Richard the Second) – kronika napisana przez Williama Shakespeare’a około roku 1595, opisująca losy króla Ryszarda II, władającego Anglią w latach 1377–1399. Jest częścią drugiej tetralogii.

## Wydanie i inscenizacje
Pomimo że Pierwsze Folio, wydane w 1623 roku, klasyfikuje tę sztukę jako kronikę, wydania z 1597 roku nazywa ją tragedią (The tragedie of King Richard the second).
Po raz pierwszy została wystawiona w prywatnym domu (było to dość niezwykłe dla grupy Szekspira) w roku 1595. Kolejne znane inscenizacje pochodzą kolejno z lat: 1601, 1607 i 1631.

## Polskie wydania
- Państwowy Instytut Wydawniczy 1981 r. w tłumaczeniu Stanisława Koźmiana
- Wydawnictwa Uniwersytetu Warszawskiego 2009 r. i 2023 r. w tłumaczeniu Piotra Kamińskiego
- Wydawnictwo Literackie, Kraków 1984 r. w tłumaczeniu Macieja Słomczyńskiego

## Fabuła
Źródłem dla napisania tego utworu były zachowane kroniki. Zgodnie z tym, co sugeruje tytuł, opowiada on historię króla Ryszarda II. Na początku, ma on rozstrzygnąć spór pomiędzy Henrym Bolingbroke a Thomasem Mowbray. W końcu skazuje obu na wygnanie, pierwszego na 10 lat, drugiego – na zawsze. Ryszard opuszcza kraj i udaje się na wojnę. Bolingbroke zbiera jednak armię i uderza na południe Anglii. Koronuje się jako Henryk IV, Ryszarda zaś zamyka w więzieniu.